# Ramon Koedemoesoe
Ramon Soine Koedemoesoe is een Surinaams politicus. Hij is lid van de ABOP en was  van 2020 tot 2025 lid van De Nationale Assemblée (DNA).

## Biografie
Koedemoesoe is afkomstig uit Para en lid van de Algemene Bevrijdings- en Ontwikkelingspartij (ABOP). Begin april 2020 presenteerde de ABOP hem als kandidaat tijdens de verkiezingen van dat jaar.
Toen hij begin mei 2020 zijn grondbeschikking kwam ophalen die hem door de overheid was toegekend, werd hij zonder zijn wil onderdeel van de verkiezingscampagne van het NDP-parlementslid Patrick Kensenhuis. De foto van de uitreiking van de beschikking circuleerde daarna op het internet. Koedemoesoe reageerde tegenover de media: "Ik ben de beschikking gaan ophalen, omdat ik net als alle andere Surinamers recht erop heb. Ik neem het en zal bij de ABOP blijven."
Tijdens de parlementsverkiezingen van 2020 verwierf hij een zetel in DNA. Het was voor het eerst dat de ABOP een zetel in Para won; de NDP verloor een zetel in Para. Op 29 juni maakte Koedemoesoe zijn entree in DNA. In september 2021 kwam hij in het nieuws omdat hij voorkwam dat een moeder met haar minderjarige kinderen van de Jules Wijdenboschbrug af zou springen.
Tijdens de verkiezingen van 2025 stond hij op nummer 13 van de lijst van ABOP.